# محمود رضائی هنجنی
محمود خان رضائی هنجنی (زاده ۱۳۰۵ درگذشته ۱۳۹۸)، نمایندهٔ دورهٔ اول از حوزهٔ انتخابیهٔ کرج در استان البرز بوده است. دکتر هنجنی تحصیلات دکترای عرفان و ادیان، حقوق، ادبیات فارسی، زبان و ادبیات عرب و همچنین نیز تحصیلات خارج سطح در حوزه را داشته است.

## نمایندگی مجلس
دکتر هنجنی در سال ۱۳۵۸ با کسب ۵۵۱۵۵ رای از مجموع ۱۰۸۰۰۰ رای معادل ۵۱/۱٪ آرا به مجلس اول راه پیدا کرد.
او سیاستمداری با نفوذ و عضو دو حزب سیاسی موتلفه اسلامی و جمهوری اسلامی بوده است.
وي از سه نفر نمايندگاني بود كه به همراه ايت اله يزدي طرح عدم كفايت بني صدر را پيشنهاد و اجرايي نمودند، همچنین در زمان حضور خود در مجلس ریاست کمسیون هایی از قبیل کار و امور اجتماعی را در دست داشته است.

## سایر سوابق
دکتر هنجنی در دانشگاه شهید بهشتی ، دانشگاه شریف و موسسه عالی بانکداری استاد بوده است.
دکتر هنجنی معاونت های حقوقی، استانها و امور مجلس کمیته امداد امام خمینی را در دست داشته است.
وی به همراه حبیب الله عسگر اولادی و محسن رفیق دوست از بنیان گذاران و هیات موسس بنیاد فرهنگی و خیریه دارالهدی بوده اند و همچنین او عضویت و ریاست هیات امنا این بنیاد را بر عهده داشته است.
دکتر هنجنی از نخستین همراهان احمد بیرشک در گروه فرهنگی هدف بوده و ریاست و عضویت هیات مدیره این مجموعه را برعهده داشته است.
او از یاران سید روح الله خمینی و همچنین مشاور سید محمد بهشتی و از یاران نزدیک و مشاور آیت الله سید علی خامنه ای رهبر جمهوری اسلامی ایران بوده است.

## آثار
از دکتر هنجنی برخی آثار نیز به جا مانده است:
- شرح زندگی و پاره ای از اشعار دعبل[۷]